# Étienne Fakaba Sissoko
 (mai 2025).
Il peut être nécessaire de l'améliorer pour respecter le principe de neutralité de point de vue. Veuillez consulter la page de discussion pour plus de détails.

Étienne Fakaba Sissoko, né le 2 février 1983 à Bafoulabé au Mali, est un écrivain, économiste et universitaire malien.

## Biographie
Il a été conseiller du Président de la république du Mali de 2016 à 2017 sous le régime du Président Ibrahim Boubacar Keïta, analyste économique à la Primature de la République du Mali, auprès du Secrétariat Permanent du Cadre Politique de Gestion de la Crise du Centre du Mali de 2019 à 2021.

### Éducation
Il est titulaire d'un master en journalisme et communication de l'Université catholique de l'Afrique de l'Ouest et diplômé de l'Institut Pontifical des Études Arabes et Islamiques (PSAI) de Rome, et titulaire d'un doctorat en économie internationale, politique macroéconomique et conjoncture de l'Université Paris-Nanterre.

### Carrière Universitaire
En 2013, il est admis au concours d'entrée à l'Ecole Nationale d'Administration (ENA), en qualité d'Inspecteur des Services Économiques. A la troisième année, il démissionne pour se présenter au Concours de recrutement des enseignants du Supérieur[réf. souhaitée].
Il est depuis 2018, professeur d'économie à la faculté des sciences économiques et de gestion de Bamako (Fseg).
Depuis 2017, il dirige le Centre de Recherche et d'Analyse Politiques, Economique et Sociale du Mali (CRAPES ML), une association d'enseignants-chercheurs maliens.
Entre 2014 et 2017, il est parallèlement analyste politique et économique à la Division des Affaires Politiques de la Mission multidimensionnelle intégrée des Nations unies pour la stabilisation au Mali (MINUSMA). Le gouvernement demandera et  obtiendra son limogeage de la MINUSMA au motif qu'il participe de « façon active et visible à des activités politiques en lien avec les élections présidentielles de juillet 2018 ».

### Parcours militant
Il est le secrétaire particulier d’Oumar Mariko, alors député élu à Kolondièba. Il quitte le parti Solidarité africaine pour la démocratie et l'indépendance le 17 décembre 2014.
Il devient chroniqueur dans l'une des émissions politiques les plus en vues de l'époque, le débat politique de Africable Télévision, le Débat du dimanche, qui le révèle au grand public.
En 2017, il devient un des porte-parole de la coalition Antè Abana, un regroupement de partis politiques, mouvements et associations politiques et de leaders d'opinion contre la révision constitutionnelle initiée par le président Ibrahim Boubacar Keïta. Au cours de ces évènements, il devient proche de Tiébilé Dramé, président du Parti pour la Renaissance Nationale (Parena).
Après l'échec de ce projet, les principales figures de Antè Abana se sont regroupées autour du candidat Soumaïla Cissé, dont il devient le porte-parole dans le cadre des élections présidentielles de 2018. Ibrahim Boubacar Keita est élu président de la République. Il devient alors l'une des personnalités de la contestation post-électorale après l'élection d'Ibrahim Boubacar Keita au pouvoir.
A la chute du président Ibrahim Boubacar Keita, il sera de ceux qui vont demander un retour rapide à l'ordre constitutionnel. Après plusieurs prolongations de la transition par le régime militaire de Assimi Goita, il deviendra l'une des voix critiques de la transition, notamment à la faveur des sanctions économiques de la CEDEAO contre le Mali
Étant donc contre la transition politique dirigée par Assimi Goïta depuis le coup d'État du 24 mai 2021, il est arrêté par la junte militaire le 16 janvier 2022 pour « des propos tendant à la stigmatisation ou à la discrimination régionaliste, ethnique ou religieuse » et « pour présomption de faux et usage de faux diplômes 
universitaires. » Il avait accusé Choguel Kokalla Maïga, premier ministre du Mali, de favoriser les nordistes dans les nominations à des postes de responsabilités. Dénonçant le fait que les Assises Nationales de la Refondation (ANR) étaient organisées durant la période de Noël, il avait aussi estimé que les « chrétiens [étaient] marginalisés. » Des phrases qui lui valent d’être poursuivi pour « propos tendant à la stigmatisation ou à la discrimination religieuse. » Selon les témoignages recueillis par Human Rights Watch, les observateurs ont affirmé que ces accusations étaient des prétextes pour le réduire au silence. Étienne Fakaba Sissoko a été libéré sous condition en juin après six mois, sans avoir été reconnu coupable d’aucun crime, mais il lui est toujours interdit de voyager.
À sa sortie de prison, il devient chroniqueur politique dans l'émission politique, Rendez-vous des idées sur Djoliba TV News.
En mars 2024, il est poursuivi après la publication de son livre " Propagande, agitation, harcèlement : la communication gouvernementale sous la transition militaire au Mali" pour « atteinte au crédit de l'État », « injures », « propos et nouvelles fausses mensongèrement attribuées à des tiers, faites de mauvaise foi et de nature à troubler la paix publique ». Le 20 mai, Étienne Fakaba Sissoko est condamnée à 2 ans de prison dont 1 an ferme et à payer des dommages et intérêts à l'État de 3 millions de francs CFA, 
(4.570€). Le 14 octobre, sa demande de liberté provisoire en appel, est refusée. Le 12 novembre, La justice malienne, le maintien en détention, après avoir renvoyé son procès en appel. Le 16 décembre, sa condamnation est confirmée en appel.
Sa condamnation est dénoncée par Amnesty International et PEN Internationalqui exigent sa libération immédiate et sans conditions.
Après un an d'emprisonnement, entre les prisons de haute sécurité de Doïla, la Maison Centrale d'arrêt de Bamako Coura (MCA), et la Maison Centrale de Kénioroba, il est libéré le jeudi 27 mars 2025. Il reste cependant en sursis pour un an et contraint au paiement d'une amende au Contentieux de l'Etat comme dommage et intérêt à l'Etat.

## Distinctions
Le 17 juillet 2024, il est admis à la 46e session des Comités Consultatifs Interafricains (CCI) et inscrit sur la liste d'aptitude du Conseil africain et malgache pour l'enseignement supérieur (CAMES)

## Ouvrages universitaires
- 2011 : Les Déterminants de la croissance économique du Mali: Analyse de la croissance économique du Mali de l'indépendance à nos jours, Editions Universitaires Européennes (2011)[34].
- 2018 : Les Solutions économiques à la crise malienne : Asseoir les bases d'une croissance économique harmonieuse, Editions Universitaires Européennes (2018)[35].
- 2021 : Sauvegarder  les intérêts nationaux en Afrique : Une étude des menaces économiques et de leurs implications sur la souveraineté des États africains, Editions Harmattan (2021)[36].
- 2021: Des Auxiliaires Ançar de Médine aux Ançar Dine de Aseid Ousmane Cherif Madani Haidara : Quels liens, Quelle doctrine? Editions Harmattan (2021)[37].
- 2022 : Propagande, Agitation, Harcèlement : La Communication gouvernementale sous la transition née de la crise politique de 2020 au Mali, Editions Harmattan (2022)[38].
- 2023 : Père Josef Stamer : Itinéraire d'un connaisseur de l'Islam et d'un ami des musulmans, Editions Harmattan (2023)[39].
- 2023 Défis Sécuritaires et accès à l'éducation dans les régions du Centre du Mali : Cas de la région de Ségou, Editions Universitaires Européennes (2023)[40].
- 2024 : Rationaliser pour Résilience : Repenser les dépenses publiques Malienne. Éditions Universitaires Européennes (2024), Préface de Moussa MARA, ancien Premier Ministre du Mali[41].

- 2024 : ÉDUCATION RELIGIEUSE & INTÉGRATION ÉCONOMIQUE : Impact comparé entre écoles coraniques et systèmes éducatifs chrétien. Editions Universitaires Européennes (2024)[42].

- 2024 : AU-DELÀ DE LA CRISE : Evaluer l'accès aux soins de Santé dans les zones de conflit au centre du Mali. Editions L'Harmattan, 2024. Collection : Études africaines - Santé[43].
- 2025 : Le trône des illusions. Les Editions L'Harmattan. Collections : Miroirs du réel. 2025[44]
- Dieu, cette belle et généreuse Dame. Les Editions L'Harmattan. Harmattan Mali. 2025[45].
- Le dernier silence : Douze heures avant la lumière. Les Editions L'Harmattan. 2025[46].